# Louis-Joseph Marchand

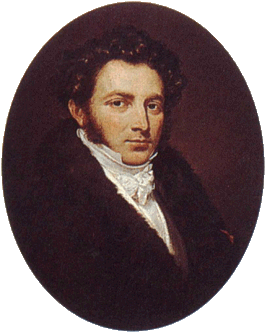
Portret door Jean-Baptiste Mauzaisse

Louis-Joseph-Narcisse Marchand (Parijs, 28 maart 1791 - Trouville, 19 juni 1876) was de eerste valet of lijfknecht van Napoleon I. Marchand werd door Napoleon I in zijn testament tot graaf verheven.

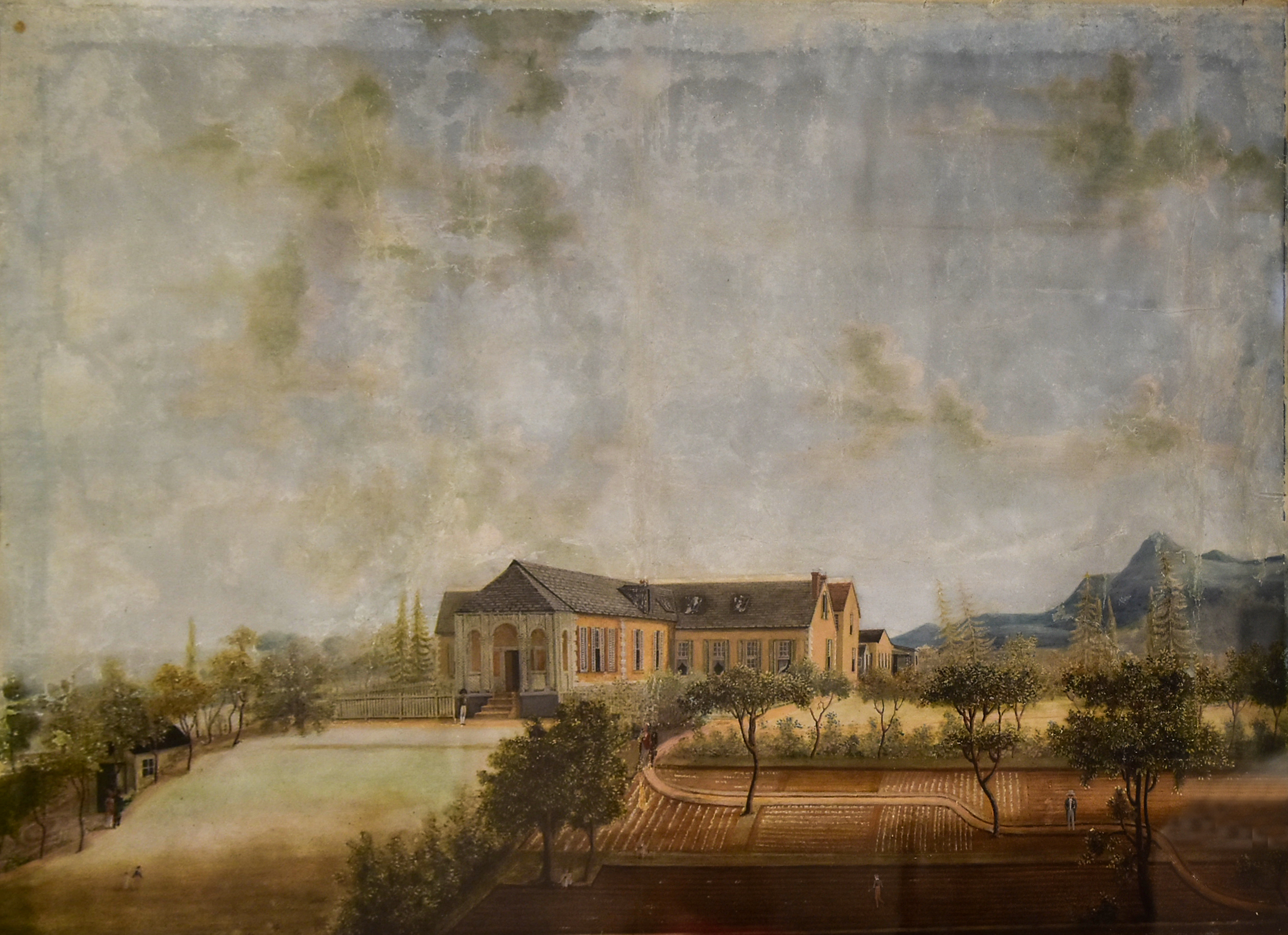
Aquarel van Longwood door Louis-Joseph Marchand

Marchand was een telg uit een welgestelde familie uit het departement Eure-et-Loir en werd in 1811 op voorspraak van een tante die verbonden was aan de huishouding van de keizerin een van de jongste kamerdienaren (de vier "garçons d’appartement") in de keizerlijke hofhouding. Zijn moeder werd berceuse of wiegdame van de Koning van Rome, de latere Napoleon II. Marchands intelligentie, discretie en houding zorgden voor een snelle promotie. De keizer zorgde voor geld waarmee Marchand een vervanger kon kopen zodat hij niet in dienst hoefde gaan.

## Leven
Marchand maakte als kamerjonker de reis van de Keizer en Keizerin naar Holland in september 1811 mee. Zijn aantekeningen over dit bezoek zijn kort.
Na de eerste abdicatie in Fontainebleau bleef Marchand zijn heer trouw en hij reisde mee naar Elba waar hij de zorg over de slaap- en badkamer van de keizer kreeg. Er waren plaatsen opengevallen omdat de Eerste Valet Constant en de mammeluk Roustam waren gedeserteerd. Marchand had het volledige vertrouwen van de keizer en ging vanaf die dagen over de kostbaarheden, de kas, de kleding en de garderobe. Hij assisteerde de keizer bij het aan- en uitkleden en het dagelijkse baden.
Zijn zus Henriëtte deed hetzelfde voor de keizerin Marie-Louise.
In 1813 trok Marchand met zijn meester naar Parijs waar hij de honderd dagen meemaakte. Op de ochtend van de Slag bij Waterloo kleedde Marchand zijn meester en hij bevestigt in zijn memoires dat die toen "als mijn orders worden opgevolgd slapen we vannacht in Brussel" zei.
Marchand die een koets met het keizerlijk zilver, het porselein, belangrijke archieven, de reisbibliotheek met 300 boeken, losse diamanten ter waarde van 800 000 francs, een halssnoer ter waarde van 300 000 francs en een grote kist vol goud bij zich had bracht de dag van de slag door in de achterhoede. In de namiddag werd plotseling duidelijk dat de slag verloren was.
Marchand zelf droeg 100 000 francs in goud en 300 000 francs in bankbiljetten bij zich. In de vroege avond gaf generaal Fouler opdracht om de tros in veiligheid te brengen maar het was al te laat. Marchand en zijn koets kwamen niet verder dan de kruising van Quatre Bras waar alle verkeer stagneerde. Marchand redde alleen de biljetten. De rest van de keizerlijke bagage ging verloren. In zijn testament laat Napoleon Marchand het op 200 000 francs geschatte halssnoer aan Marchand na.
Vlak voor de tweede abdicatie, in het Élysée in Parijs, maakte Marchand alles gereed voor een tweede ballingschap. Hij verzamelde geld, sieraden, zilveren lampetkannen, spiegels, onderscheidingen en souvenirs. Daarmee vertrok de keizer naar Malmaison. Marchand hield ook toezicht op het verbergen van een kleine ampul met een rode vloeistof in de kleding van de keizer. Omdat de keizer ten tijde van zijn eerste abdicatie een vergeefse poging had gedaan om zichzelf te vergiftigen was Marchand hierover zeer bezorgd, de keizer gaf hem te kennen dat hij het gif alleen zou gebruiken wanneer zijn eer en waardigheid door de vijand in gevaar zouden worden gebracht.
In zijn memoires gaat Marchand uitgebreid op het leven van de keizer in. Hij is daarin zeer partijdig, maar omdat hij in de jaren 1815-1821 zeer dicht bij de keizer stond, zijn zijn observaties van groot historisch belang.
Over de verbanning op Sint-Helena beschrijft Marchand de verveling, de frustratie en het uitzichtloze bestaan van de kleine groep vrijwillige ballingen rond Napoleon. Hij overdrijft de nadelen van het klimaat op het eiland om de Britse regering daarmee in een slecht daglicht te stellen. De beschrijvingen van het dagelijks leven zijn zeer gedetailleerd. We leren daaruit dat de keizer na zijn aankomst nooit meer een uniform heeft gedragen. Veel afbeeldingen zijn daarmee ontmaskerd als fantasie van de schilder.
Marchand laat de keizer zien als een groot man, ook in tegenspoed. Napoleon blijft vriendelijk, beleefd, galant tegen dames en uiterst vrijgevig voor zijn vrienden. De keizer is een man met een ijzeren wilskracht. De conflicten tussen Napoleon die zichzelf als martelaar en slachtoffer van de Britten wil laten herinneren en de Britse gouverneurs, met name Generaal Sir Hudson Lowe worden nauwgezet beschreven.

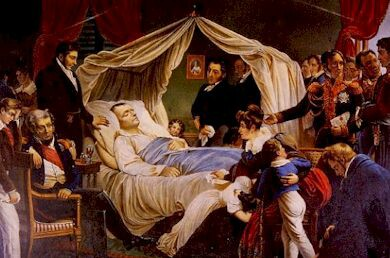
Sterfbed van Napoleon I met Marchand staande rechts van het hoofdeinde

De gezondheid van Napoleon ging gestaag achteruit. Al voor de aankomst van de zeer omstreden arts Dr. Antommarchi toonde Napoleon verschijnselen die op een ernstige maagkwaal wezen. Daarmee wordt de beschuldiging van vergiftiging ontkracht. Anderzijds wijst Marchand in de in zijn memoires uitgebreid geciteerde lijkschouwing op de waarneming dat de keizer uitzonderlijk vet was. Zijn lichaamsvet was overal dik. Marchand merkt daarbij op dat kanker een ziekte is waardoor men wegkwijnt en gewicht verliest en suggereert een moedwillige vergiftiging.
In zijn laatste dagen kon Napoleon geen eten of drank binnenhouden. De door Marchand bijgewoonde lijkschouwing die door de keizer zelf was gevraagd toonde een geheel verkankerde maag met het begin van uitbreiding naar de long. Er was ook een duidelijke maagzweer die een gat ter grootte van een vinger in de maagwand had geboord. Napoleon vermoedde maagkanker omdat zijn vader daaraan was gestorven en hij wilde dat zijn zoon Napoleon II voordeel van de lijkschouwing zou hebben.
Na de begrafenis en het uitvoeren van de testamentaire beschikkingen vertrok Napoleons gevolg via Kaapstad naar Londen. Na aankomst in Parijs werd Marchand door Napoleons aanhang gevierd. De familie Bonaparte hield hem in hoog aanzien.

## Marchands verdere leven
De verheffing in de adelstand was geldig maar zij werd door de Franse regering in 1821 niet erkend. Napoleon III erkende de verheffing in de adelstand na zijn troonsbestijging in 1869. Marchand was een van de executeurs van het testament van Napoleon I. Napoleon noemde Marchands diensten in zijn testament "die van een vriend".
Napoleon had Marchand een forse nalatenschap toegedacht. De keizer wenste dat de nog ongehuwde Marchand met een dochter of weduwe van een van de officieren van zijn keizerlijke garde zou trouwen. Marchand koos in 1823 voor Mathilde de Brayer, de dochter van Generaal Michel Silvestre Brayer, commandant van zijn Keizerlijke Garde, die als eerste in het testament van Napoleon werd genoemd.
In 1840 was Marchand en van degenen die terugkeerden naar Sint-Helena om het lichaam van de keizer op te halen. Deze expeditie werd de "expédition du Retour des Cendres" genoemd.
Marchand werd door Napoleon III benoemd tot Officier in het Legioen van Eer. Hij rust niet in het familiegraf op Père Lachaise.

## Marchands invloed op de geschiedschrijving
Het bestaan van de memoires was in brede kringen bekend maar het gerucht ging dat Napoleon III ze had gekocht en het manuscript had laten vernietigen. Dat is onjuist, ze werden in 1921 ter inzage gegeven aan de grote Franse geschiedschrijver Frédéric Masson met de restrictie dat er niet uit mocht worden geciteerd. Masson schond deze afspraak en de boze M. Desmazières-Marchand, kleinzoon van de schrijver, haalde het nog onvolledig overgeschreven manuscript terug. Pas na het uitsterven van het geslacht van de graven Marchand werd het manuscript aan de Nationale Bibliotheek in Parijs nagelaten.
Het gaat om twee perkamenten enveloppen met respectievelijk 158 en 278 dichtbeschreven bladzijden over de ballingschap op Elba, de "Honderd dagen" en Waterloo . Er zijn nog twee enveloppen met de aantekeningen uit Sint-Helena. De aantekeningen zijn niet de originele tekst, het gaat om zorgvuldig verwoorde chronologische herinneringen. De originele dagboeken met hun beschrijving van het monotone en vervelende bestaan op Longwood zijn verdwenen. De op 18 oktober 1842 voltooide tekst heeft als aanhef een opdracht aan 's schrijvers dochter Malvina en "degenen die van de Keizer hielden" gekregen. Marchand roemt 's Keizers "genie, talent en glorie op de troon en zijn moed, wilskracht en grandeur in tegenspoed". Bovenal wil Marchand Napoleons zorgzame aandacht voor de mensen in zijn omgeving beschrijven maar hij tekent daarbij aan dat "zijn pen zijn hart geen recht kan doen".
In 1835 publiceerde Marchand in Straatsburg Napoleons commentaren op Julius Caesars De Bello Gallico met de titel "Les guerres de Cæsar".
Tijdens zijn leven publiceerde Marchand verder alleen de dictaten waarin Napoleon vier onderwerpen aansneed.
- De opmerkingen bij Vergilius,' tweede boek van de Aeneis
- De commentaren bij Voltaires tragedie Mohammed
- De opmerkingen over zelfdoding
- Het Tweede Codicil bij het testament

De memoires van Marchand vormen het sluitstuk van een bibliotheek die de memoires en gedenkschriften, sommigen bestaande uit twee vellen, andere zijn duizend pagina lang, waarin het leven van Napoleon op Sint-Helena wordt beschreven. Ieder geletterd lid van Napoleons gevolg en een aantal van zijn bewakers hebben hun herinneringen nagelaten. De memoires van Marchand vullen die van generaal Henri Gatien Bertrand, Graaf Emmanuel de Las Cases, generaal Gaspard Gourgaud, graaf de Montholon en de koninklijke Franse waarnemer op het eiland, de Markies de Montchenu aan. Omdat de memoires van Marchand pas in 1952 werden gepubliceerd konden grote geschiedkundigen als Presser er geen gebruik van maken.